# Filip (militar)
Filip (en llatí Philippus, en grec antic Φίλιππος), fill d'Amintes, fou un oficial macedoni al servei d'Alexandre el Gran
Va dirigir una de les divisions de la falange a la batalla del Grànic, segons Flavi Arrià. Encara que durant les campanyes d'Alexandre apareixen diversos Filip, no es pot determinar si algun d'ells és aquest mateix Filip. Pausànias parla d'un Filip fill d'Amintes que va ser el pare de Magas de Cirene, però no se sap segur que fos aquest, ja que diu que era de condició ordinària i de naixement poc noble. És possible que sigui el mateix Filip que va dirigir una de les divisions de la falange a la batalla d'Arbela, encara que se l'anomeni fill de Bàlacros.